# Chalcogorgia
Chalcogorgia is een geslacht van neteldieren uit de klasse van de Anthozoa (bloemdieren).

## Soort
- Chalcogorgia pellucida Bayer, 1949